# Teomil Kemilew

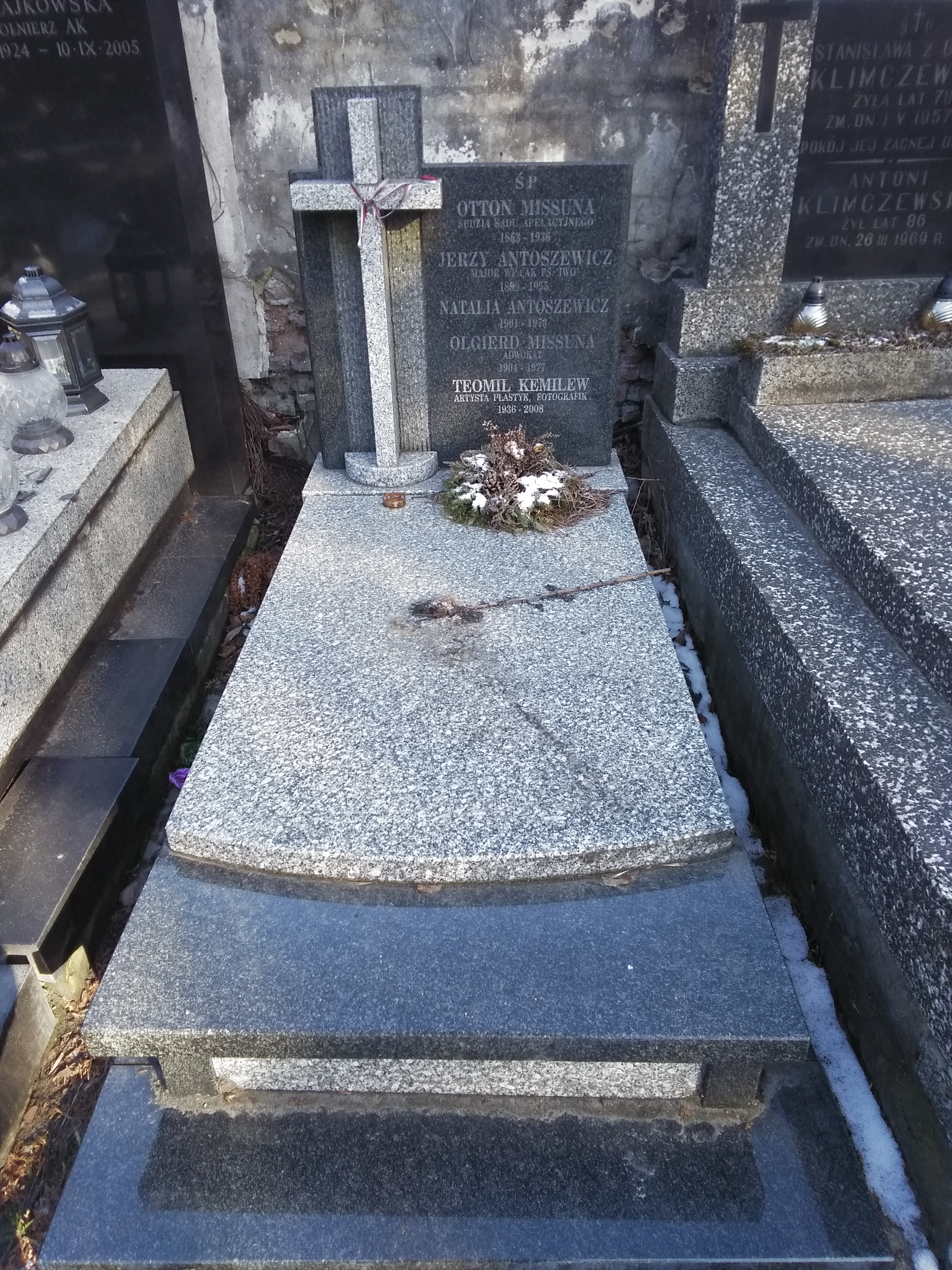
Grób Teomila Kemilewa na cmentarzu Powązkowskim

Teomil Kemilew (ur. 31 lipca 1936 w Sofii, zm. 19 stycznia 2008) – bułgarski artysta plastyk i fotografik, od 1964 członek Związku Polskich Artystów Plastyków.
Ukończył Akademię Sztuk Pięknych w Sofii w 1961. Od 1963 do śmierci mieszkał w Warszawie. W latach 1970–1978 był zdobywcą trzech pierwszych i jednej drugiej nagrody oraz ośmiu wyróżnień w ogólnopolskich konkursach plakatowych. Od 1988 zajmował się gobeliniarstwem. W czasie swojej kariery miał pięć wystaw indywidualnych swoich prac oraz brał udział w licznych wystawach w kraju i zagranicą. 
Został pochowany 28 stycznia 2008 na Starych Powązkach w Warszawie (kw. pod murem V-1-62).